# Holwaya
Holwaya es un género de hongos en la familia Bulgariaceae. Holwaya es monotípico, contiene la especie Holwaya mucida, que originalmente había sido denominaba Bulgaria ophiobolus por Job Bicknell Ellis en 1883, y posteriormente fue transferida a Holwaya creado por Pier Andrea Saccardo en 1889. Holwaya mucida posee una forma anamorfa denominada Crinula caliciiformis.